# Gran Bretagna ai Giochi della XI Olimpiade
La Gran Bretagna partecipò ai Giochi della XI Olimpiade, svoltisi a Berlino, Germania, dal 1º al 16 agosto 1936, con una delegazione di 208 atleti impegnati in diciassette discipline.

## Medagliere

### Per discipline
| Sport            | Oro | Argento | Bronzo | Totale |
| ---------------- | --- | ------- | ------ | ------ |
| Atletica leggera | 2   | 5       | 0      | 7      |
| Canottaggio      | 1   | 1       | 0      | 2      |
| Vela             | 1   | 0       | 1      | 2      |
| Polo             | 0   | 1       | 0      | 1      |
| Ciclismo         | 0   | 0       | 1      | 1      |
| Equitazione      | 0   | 0       | 1      | 1      |
| Totale           | 4   | 7       | 3      | 14     |

### Medaglie
| Medaglia | Atleta                                                                          | Sport            | Evento                          |
| -------- | ------------------------------------------------------------------------------- | ---------------- | ------------------------------- |
| Oro      | Freddie Wolff Godfrey Rampling Bill Roberts Godfrey Brown                       | Atletica leggera | Staffetta 4×400 metri           |
| Oro      | Harold Whitlock                                                                 | Atletica leggera | Marcia 50 km                    |
| Oro      | Jack Beresford Dick Southwood                                                   | Canottaggio      | Due di coppia maschile          |
| Oro      | Charles Leaf Christopher Boardman Leonard Martin Miles Bellville Russell Harmer | Vela             | 6 metri                         |
| Argento  | Godfrey Brown                                                                   | Atletica leggera | 400 metri piani                 |
| Argento  | Ernie Harper                                                                    | Atletica leggera | Maratona                        |
| Argento  | Don Finlay                                                                      | Atletica leggera | 110 metri ostacoli              |
| Argento  | Eileen Hiscock Violet Olney Audrey Brown Barbara Burke                          | Atletica leggera | Staffetta 4×100 metri femminile |
| Argento  | Dorothy Odam-Tyler                                                              | Atletica leggera | Salto in alto femminile         |
| Argento  | Martin Bristow Alan Barrett Peter Jackson Jan Sturrock                          | Canottaggio      | Quattro senza maschile          |
| Argento  | David Dawnay Bryan Fowler Humphrey Guinness William Hinde                       | Polo             |                                 |
| Bronzo   | Harry Hill Ernest Johnson Charles King Ernie Mills                              | Ciclismo         | Inseguimento a squadre          |
| Bronzo   | Alec Scott Ted Howard-Vyse Dick Fanshawe                                        | Equitazione      | Concorso completo a squadre     |
| Bronzo   | Peter Scott                                                                     | Vela             | O-Jolle                         |

## Risultati

### Calcio
| Atleta | Classifica |                        |
| --- | --- | ---------------------- |
| V · D · M Nazionale britannica · Calcio ai Giochi Olimpici Estivi 1936 P Hill · P Huddle · D Fulton · D Holmes · D Peart · D Roylance · C Eastham · C Fielding · C Gardiner · C Joy · C Pettit · C Sutcliffe · A Brown · A Clements · A Crawford · A Dodds · A Edelston · A Finch · A Gibb · A Kyle · A Riley · A Shearer · CT : Voisey | 5° |                        |
| Nazionale britannica · Calcio ai Giochi Olimpici Estivi 1936 | |                        |
| P Hill · P Huddle · D Fulton · D Holmes · D Peart · D Roylance · C Eastham · C Fielding · C Gardiner · C Joy · C Pettit · C Sutcliffe · A Brown · A Clements · A Crawford · A Dodds · A Edelston · A Finch · A Gibb · A Kyle · A Riley · A Shearer · CT: Voisey                                                                         | P Hill · P Huddle · D Fulton · D Holmes · D Peart · D Roylance · C Eastham · C Fielding · C Gardiner · C Joy · C Pettit · C Sutcliffe · A Brown · A Clements · A Crawford · A Dodds · A Edelston · A Finch · A Gibb · A Kyle · A Riley · A Shearer · CT: Voisey | Regno Unito (bandiera) |

### Pallanuoto
| Atleta | Classifica                                                                                                |                          |
| --- | --- | ------------------------ |
| V · D · M Nazionale maschile britannica di pallanuoto · Giochi olimpici - Berlino 1936 Ablett · Blake · Grogan · Martin · McGregor · Milton · Mitchell · North · Palmer · Sutton · Temme · CT : - | 8° |                          |
| Nazionale maschile britannica di pallanuoto · Giochi olimpici - Berlino 1936 | |                          |
| Ablett · Blake · Grogan · Martin · McGregor · Milton · Mitchell · North · Palmer · Sutton · Temme · CT: -                                                                                         | Ablett · Blake · Grogan · Martin · McGregor · Milton · Mitchell · North · Palmer · Sutton · Temme · CT: - | Gran Bretagna (bandiera) |